# KlapperlapappTV
KlapperlapappTV ist eine von Furler Productions produzierte Fernsehserie über den kleinen Elefanten Hannibal, der sich in der ersten Staffel auf die Suche nach dem Glück macht. Technisch wurde die Serie von BeLighted Productions umgesetzt. In den Hauptrollen sind Adrian Schulthess (als Hannibal und Adrian), Marius Tschirky (als Marius von Marius und die Jagdkapelle) und Andrea Fischer Schulthess (als Frau Andrea). Die Serie ist auf Kinder und Familien ausgelegt und in Schweizerdeutsch vertont.
Die Erstausstrahlung war am 6. März 2022 auf dem Sender Nickelodeon Schweiz. Die Serie läuft seither wöchentlich auf dem Sender und ist zusätzlich auf dem Schweizer Streamingportal Oneplus (One+) gelistet.

## Inhalt
In der ersten Staffel steht der kleine Elefant Hannibal im Mittelpunkt, der sich gemeinsam mit seinen Freunden auf die Suche nach dem Glück begibt. In insgesamt zwölf Folgen treffen die Figuren unterschiedliche Menschen und Orte, um verschiedene Vorstellungen von Glück zu erforschen. Jede Folge ist eine Mischung aus der Hauptgeschichte, meist eine Art Entdeckungsreise, ob zum Beispiel Süssigkeiten glücklich machen, einem Märchen und einer Bastel-, Koch- oder Backidee.

## Figuren

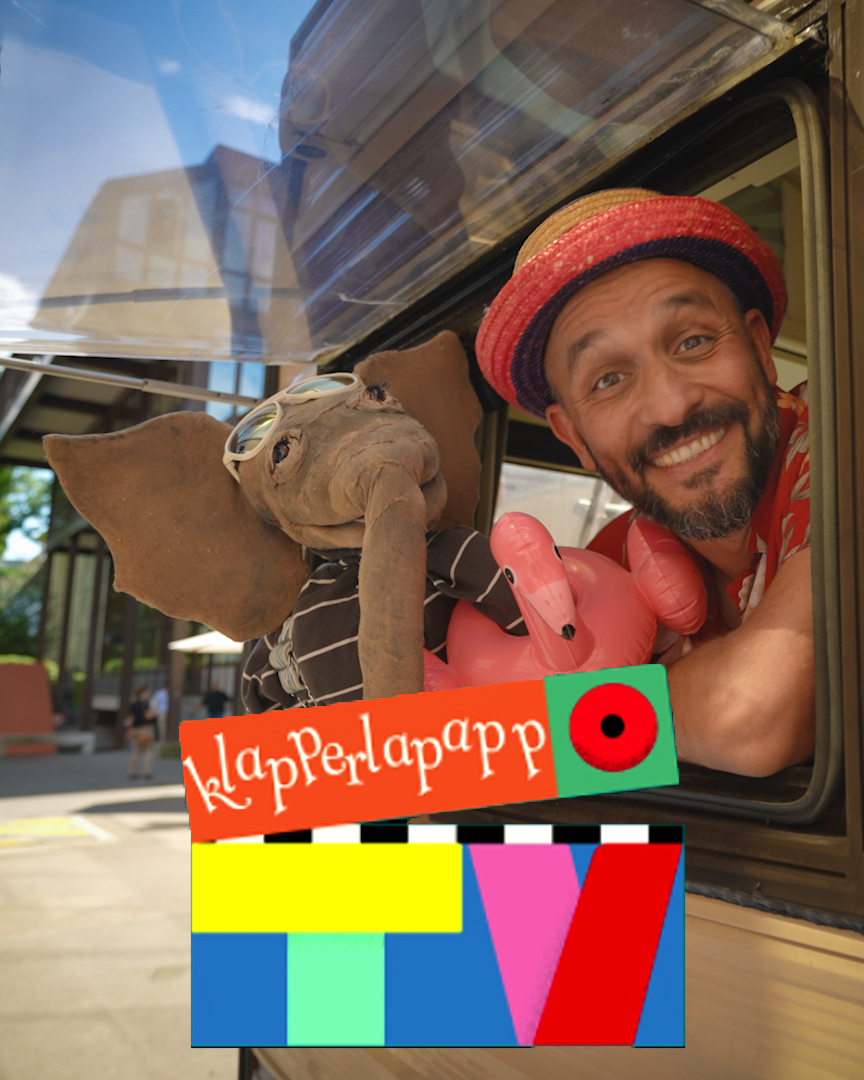
Titelbild der ersten Staffel KlapperlapappTV "Hannibal sucht das Glück".

### Hannibal, der kleine Elefant
Hannibal ist eine Klappmaulfigur, gespielt von Adrian Schulthess. Er wird als neugierig beschrieben und begegnet den Themen der Serie aus einer kindlichen Perspektive.

### Marius, von Marius und die Jagdkapelle
Marius (Marius Tschirky) bezeichnet sich selbst als «Verschreckjäger» und lebt im Wald. Er zeigt Hannibal und seinen Freunden Interessantes aus der Natur und ist zudem als Musiker mit seiner Band «Marius & die Jagdkapelle» aktiv.

### Minitheater Hannibal
Andrea Fischer Schulthess und Adrian Schulthess (bekannt vom Schweizer Minitheater Hannibal) sind Hannibals engste Bezugspersonen. Sie begleiten ihn auf seinen Abenteuern.

## Produktion

### Konzept
Furler Productions entwickelte das Konzept von KlapperlapappTV als Erweiterung des Märchen- und Geschichtenfestivals «Klapperlapapp». Zusammen mit CH Media startete 2022 die Ausstrahlung einer familienorientierten Sitcom, die Wissensvermittlung, Comedy und Musik vereint.
Die Serie richtet sich an ein Drei-Generationen-Publikum, mit dem Ziel, Grosseltern, Eltern und Kinder gleichermassen anzusprechen. Inhaltliche Schwerpunkte sind Mitmach-Ideen und Wissensvermittlung, die ein gemeinsames Familienerlebnis fördern sollen.

### Buch und Regie
Die Idee zu KlapperlapappTV stammt von Alexandra Furler-Seefisch. Sie verfasste die Drehbücher und führte in der ersten Staffel Regie.

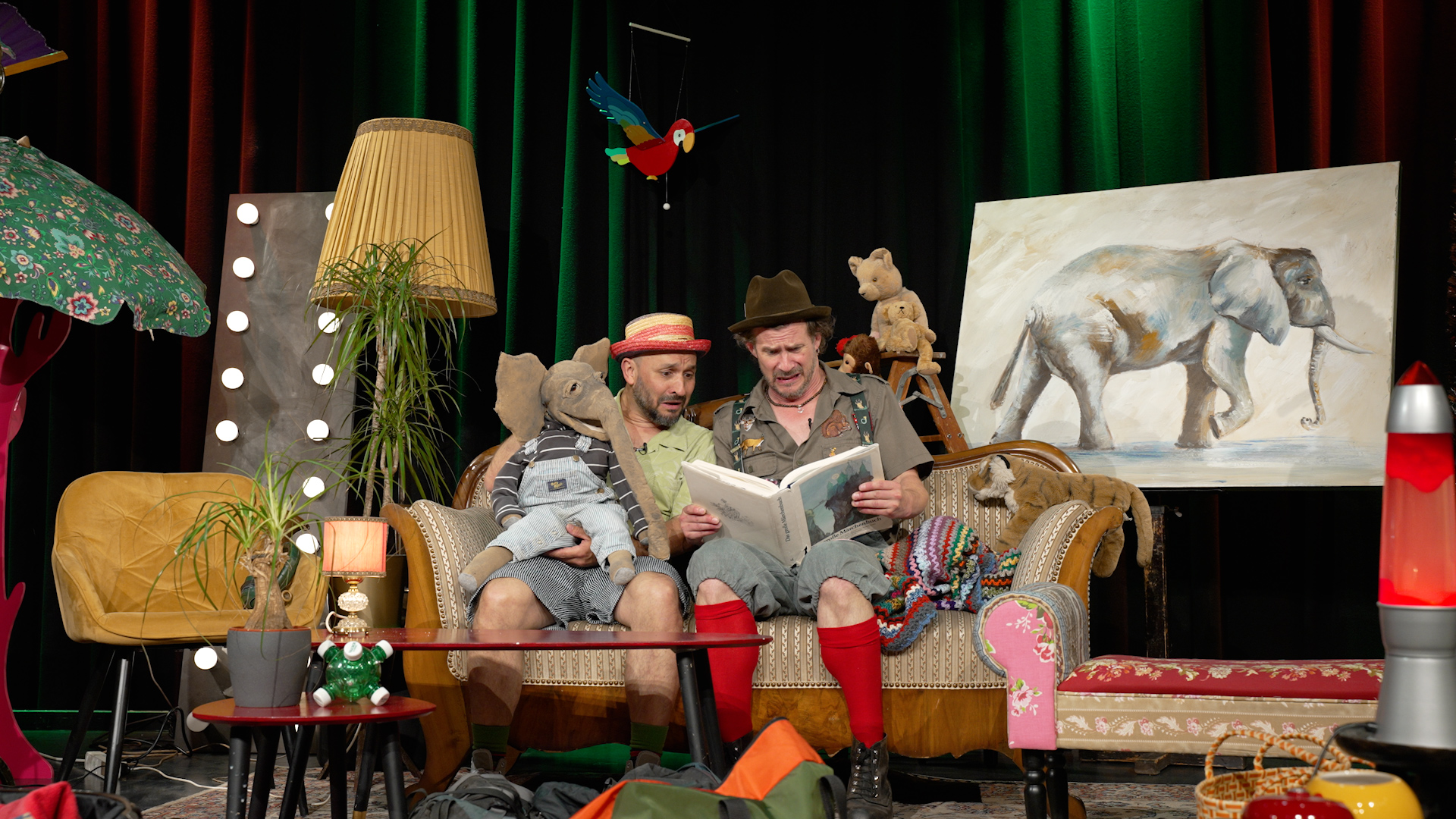
Frau Andrea ist in Episode 11 "Eine Reise zum Lachen" in einem Märchenbuch gefangen.

### Technische Umsetzung
BeLighted Productions übernahm sämtliche technischen Aufgaben, darunter Kamera, Beleuchtung, Ton, Drohnenaufnahmen, Postproduktion und Spezialeffekte. Durch flexible Kamerapositionen, entsprechende Lichtkonzepte und moderne Aufnahmetechniken sollte bei wechselnden Drehorten eine durchgängig hohe Qualität gewährleistet werden. Die Nachbearbeitung (Compositing, Animationen) unterstützt die Handlungselemente und trägt zum visuellen Erscheinungsbild der Serie bei.

## Episodenliste
| Staffel | Episode | Titel                 | Kurzbeschreibung | Erstausstrahlung |
| ------- | ------- | --------------------- | --- | ---------------- |
| 1       | 1       | Sternschnuppen        | Hannibal und seine Freunde erkunden, was es mit Sternschnuppen auf sich hat, und besuchen eine Sternwarte in Zürich. | 6. März 2022     |
| 1       | 2       | Wetter                | Hannibal liebt Sonnenschein und erfährt im SRF-Wetterstudio von Meteorologe Thomas Bucheli mehr über Regen, Sturm und Gewitter. | 13. März 2022    |
| 1       | 3       | Kaminfeger            | Hannibal lädt sich vermeintliche Glücksbringer in Form echter Kaminfeger ein. | 20. März 2022    |
| 1       | 4       | Zauberei              | Hannibal möchte Zauberer werden und begegnet einem echten Magier, der ihm zeigt, warum Zauberei glücklich machen kann. | 27. März 2022    |
| 1       | 5       | Trampolinspringen     | Um nicht das Sofa zu beschädigen, besucht Hannibal mit seinen Freunden eine Trampolinhalle. | 3. April 2022    |
| 1       | 6       | Camping               | Hannibal verbringt gerne Zeit in der Natur und richtet mit seinen Freunden einen Zeltplatz ein. | 10. April 2022   |
| 1       | 7       | Musik machen          | Hannibal möchte ein Instrument spielen und besucht mit Marius eine Musikschule. | 17. April 2022   |
| 1       | 8       | Garten                | Hannibal versucht, in seiner Kuschelecke einen Garten anzulegen, lernt jedoch, dass Gärtnern auch Arbeit bedeutet. | 24. April 2022   |
| 1       | 9       | Im Wald               | Marius, der Verschreckjäger, braucht Erholung im Wald. Alle begleiten ihn und erfahren Wissenswertes über Waldsofas und essbare Blumen.                                                                                              | 1. Mai 2022      |
| 1       | 10      | Zirkus                | Hannibal probiert sich als «Cowboy-Elefant» und besucht den Schweizer Circus Knie. | 8. Mai 2022      |
| 1       | 11      | Eine Reise zum Lachen | Hannibal bereitet sich darauf vor, wieder mit seinen Freunden auf der Bühne zu stehen. Allerdings gerät Andrea in ein Märchenbuch, sodass Hannibal zu einem besonderen Ort im Tessin reist, um sie zu befreien.                      | 15. Mai 2022     |
| 1       | 12      | Showtime              | Hannibal plant eine Party und dekoriert seine Kuschelecke. Er lädt zahlreiche Kinder ein, während Marius und seine Jagdkapelle für ein Live-Konzert sorgen. Andrea erfährt davon erst später und erscheint unerwartet im Bademantel. | 22. Mai 2022     |